# Lonicera pileata
Espèce
Classification phylogénétique
Lonicera  pileata, chèvrefeuille cupule en anglais Privet Honeysuckle est une espèce de chèvrefeuille, arbustes de la famille des caprifoliacées.

## Description
C'est un arbuste d'un mètre de haut environ.
Ses petites feuilles sont opposées et mesurent de 1 à 3 cm de longueur.
Ses fleurs sont petites et blanches, ses baies sont violettes.
Il existe deux variétés Lonicera  pileata var linearis et Lonicera  pileata var  pileata.

## Habitat
Lonicera pileata est originaire de Chine (Guangdong, Guangxi, Guizhou, ouest de l'Hubei, Hunan, sud du Shaanxi, Sichuan, Yunnan).

## Galerie

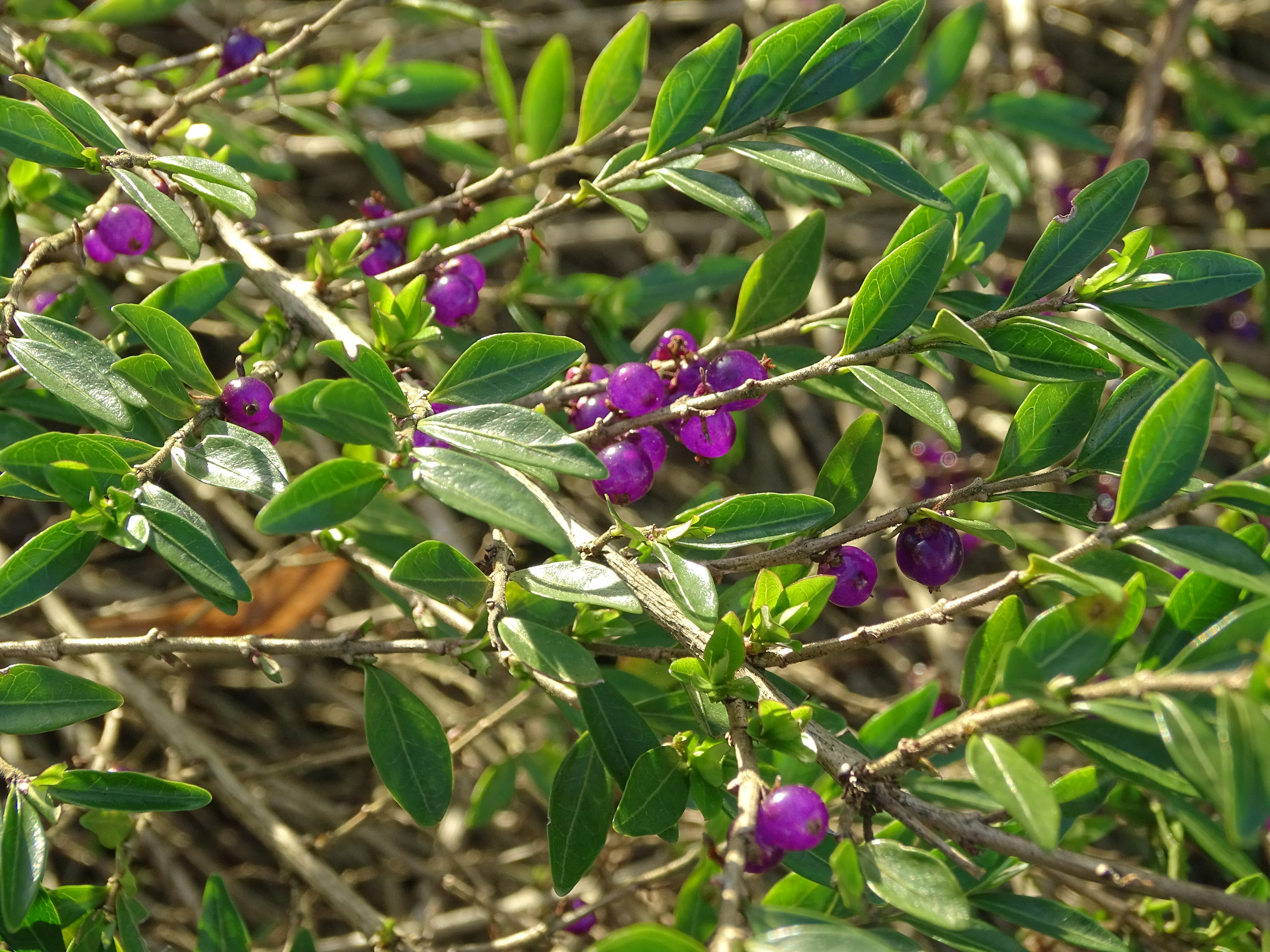
Baies de Lonicera Pileata

## Sources
1. ↑  IPNI. International Plant Names Index. Published on the Internet http://www.ipni.org, The Royal Botanic Gardens, Kew, Harvard University Herbaria & Libraries and Australian National Botanic Gardens., consulté le 28 juillet 2020.
2. ↑  Flora of China